# Peter Bogstad Mandel
Peter Bogstad Mandel (9. maj 1924 – 25. februar 1945) var handelsgymnasieelev, medlem af den danske modstandsbevægelse og blev dræbt af den tyske besættelsesmagt.

## Biografi
Peter Bogstad Mandel blev født 9. maj 1924 som første barn af assistent Carl Leonhard Bogstad Mandel og hustru Aase Nicoline f. Kihl, og døbt i Mariendals Kirke 15. juli samme år.
I 1930 boede han med sine forældre i deres lejlighed på Dronning Olgasvej 39-2, Frederiksberg, hans far forsørgede familjen som kontorchef i Magasin du Nord.
I 1939 blev Mandel konfirmeret i Mariendals Kirke første søndag efter påske.
Den 25. februar 1945 blev Mandel dræbt i tysk varetægt på Nyelandsvej Lazaret, Frederiksberg Hospital.

## Efter hans død
Efter befrielsen blev Mandels jordiske rester opgravet ved Ryvangen og ført til Retsmedicinsk Institut.
Den 7. juli 1945 blev der holdt en jordpåkastelse i Mariendals Kirke, hvor han var blevet døbt og konfirmeret.
Den 29. august 1945 blev Mandel sammen med 105 andre ofre for besættelsen begravet i den mindelund i Ryvangen, der var anlagt ved henrettelses- og begravelsespladsen hvor hans jordiske rester blev fundet. Biskop Hans Fuglsang-Damgaard ledede den stort anlagte begravelse med deltagelse af kongehuset, regeringen og repræsentanter fra modstandsbevægelsen.